# Petr Trapp
Petr Trapp (Most, 6 dicembre 1985) è un calciatore ceco, centrocampista del Nitra.

## Palmarès

### Club

#### Competizioni nazionali
- Campionato ceco: 2

Slavia Praga: 2009-2010
Viktoria Plzeň: 2010-2011